# Лафаєтт (округ Медісон, Огайо)
Лафаєтт (англ. Lafayette) — переписна місцевість (CDP) в США, в окрузі Медісон штату Огайо. Населення — 206 осіб (2020).

## Географія
Лафаєтт розташований за координатами 39°56′27″ пн. ш. 83°24′20″ зх. д. / 39.94083° пн. ш. 83.40556° зх. д. (39.940787, -83.405527).  За даними Бюро перепису населення США в 2010 році переписна місцевість мала площу 2,71 км², уся площа — суходіл.

## Демографія
Згідно з переписом 2010 року, у переписній місцевості мешкали 202 особи в 89 домогосподарствах у складі 58 родин. Густота населення становила 74 особи/км².  Було 101 помешкання (37/км²).
Расовий склад населення:
| - 97,0 % — білих - 1,5 % — чорних або афроамериканців |

До двох чи більше рас належало 1,5 %. Частка іспаномовних становила 0,0 % від усіх жителів.
За віковим діапазоном населення розподілялося таким чином: 21,8 % — особи молодші 18 років, 57,9 % — особи у віці 18—64 років, 20,3 % — особи у віці 65 років та старші. Медіана віку мешканця становила 45,0 року. На 100 осіб жіночої статі у переписній місцевості припадало 102,0 чоловіків;  на 100 жінок у віці від 18 років та старших — 88,1 чоловіків також старших 18 років.
Середній дохід на одне домашнє господарство  становив 67 652 долари США (медіана — 66 522), а середній дохід на одну сім'ю — 72 364 долари (медіана — 67 391). За межею бідності перебувало 4,7 % осіб, у тому числі 8,1 % дітей у віці до 18 років та 7,1 % осіб у віці 65 років та старших.
Цивільне працевлаштоване населення становило 142 особи. Основні галузі зайнятості: освіта, охорона здоров'я та соціальна допомога — 35,9 %, виробництво — 27,5 %, роздрібна торгівля — 16,2 %, науковці, спеціалісти, менеджери — 9,2 %.